# Teatro Verdi (Genova)
Il Teatro Verdi è un cinema-teatro italiano con sede a Genova, nel quartiere di Sestri Ponente.
Dal 2001 è sottoposto a vincolo di tutela da parte della soprintendenza e fa parte del catalogo dei beni culturali italiani.

## Storia

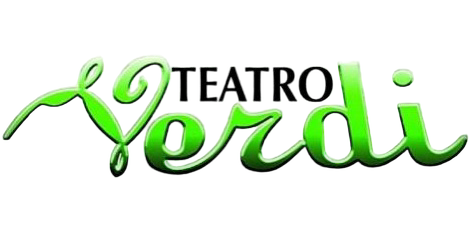
Il logo del Teatro Verdi

Dopo la demolizione del vecchio Teatro Sociale sestrese, periziato dalla Regia Prefettura in precarie condizioni architettoniche e demolito nel 1895, l'allora città autonoma di Sestri Ponente si era ritrovata senza un luogo di rappresentazioni sceniche. Fu così che in soli tre anni, nel 1898, Giacomo Bo, impresario del comune di Sampierdarena, e il costruttore Bartolomeo Merlo ottennero il permesso per una nuova costruzione, affidando i lavori all'impresa Gian del Viale. Inaugurato nell'estate del 1899 con lo stesso nome del vecchio teatro sestrese, nel 1901, subito dopo la morte del compositore, fu intitolato a Giuseppe Verdi, così come la piazza antistante.
L'architettura era ispirata a quella del Teatro Politeama Genovese, a ferro di cavallo. La decorazione del sipario fu opera del genovese Angelo Vernazza, allievo di Nicolò Barabino. Nei primi anni del secolo, visse un periodo di grande importanza ospitando le più rilevanti compagnie nazionali dell'epoca, di prosa e di lirica. Costituì col tempo anche un centro politico per la città: il 4 novembre 1918, per esempio, nella piazza antistante si raccolsero 25.000 persone per festeggiare la fine della prima guerra mondiale, alla presenza delle bande musicali sestresi. Pochi anni dopo, al suo interno fu installata l'Esposizione Nazionale delle Industrie, del Lavoro e dell'Agricoltura, tenutasi dal 6 luglio al 3 agosto 1924. Celebri furono in particolare anche le rappresentazioni tenute dalla compagnia teatrale di Gilberto Govi.
Dopo la creazione della Grande Genova nel 1926, la piazza fu intitolata ad Alfredo Oriani, e si iniziò la graduale trasformazione dei comuni autonomi in quartieri della città, diminuendo la centralità del teatro. Poi, con l'avvento dell'epoca d'oro del cinema, la nuova proprietà lo trasformò in cinematografo, attività che divenne prevalente nel dopoguerra. L'edificio, gestito dalla società Lecet, fu profondamente ristrutturato negli anni '50 su progetto dell'architetto G. B. Burlando, modificando lo stile architettonico classico-alessiano in una costruzione di ispirazione razionalista. I lavori furono effettuati dalla impresa Stura, e la direzione dei lavori fu dello stesso Burlando con la famiglia Parodi, titolare della Lacet, terminando nel 1956. L'edificio mantenne tuttavia le proporzioni e l'altezza della struttura precedente, così come immutata rimase la parte di palcoscenico oltre alla ribalta. Il resto della sala fu invece trasformato in una grande platea, con galleria e 1100 posti a sedere. Le poltrone furono sostituite nel 1974.
All'inizio degli anni ottanta subì, come le altre sale, la crisi del cinema. La società lo cedette al comune, ma venne riaperto grazie all'autogestione dei dipendenti che, in collaborazione col Cineclub Sestrese, misero in atto un buon cartellone cineamatoriale e teatrale che riscosse successo di pubblico, tanto da rilanciare la struttura e suscitare l'interesse di una nuova società di gestione. Seguirono il Centro Culturale Nuovo Verdi e infine la Blu di Genova, sino al 1996, quando il teatro fu chiuso nuovamente per lavori di adeguamento degli impianti alle normative di sicurezza.
Dopo un lungo periodo di fermo dovuto anche alla costruzione del moderno parcheggio interrato nella piazza antistante, i lavori iniziarono nel 2005 per terminare l'anno seguente. La ristrutturazione vide in particolare la trasformazione dell'atrio e della sala, portando la capienza totale a seicento posti. Furono conservati gli elementi interni di maggior pregio, fra cui la pavimentazione in marmo policromo, le scale e il parapetto alla galleria, oltre ai grandi lampadari del foyer e della galleria stessa. Esternamente venne ripristinata la facciata in pietra di Finale, ed effettuato un restauro conservativo sul pavimento perimetrale a mosaico.
Lo spettacolo di inaugurazione si è tenuto l'11 ottobre 2006, con un concerto di fiati della Filarmonica Sestrese e, il giorno successivo, con una serata musicale corale dal titolo «Sestresi per noi» alla presenza del sindaco Giuseppe Pericu, del presidente della provincia Alessandro Repetto e del presidente della regione Claudio Burlando.